# PolSKI-Tour 2024
Die PolSKI-Tour 2024, oft Polen-Tour genannt, war eine Reihe von Skisprungwettkämpfen, welche als Teil des Skisprung-Weltcups 2023/24 vom 12. Januar bis zum 21. Januar 2024 ausgetragen wurde. Die Tournee wurde von der Fédération Internationale de Ski (FIS) organisiert. Die Wettkämpfe fanden auf den drei Skisprungschanzen von Wisła, Szczyrk und Zakopane in Polen statt. Wie bei allen Weltcupspringen gibt es auch für die Touretappen Weltcuppunkte.

## Vorfeld

### Gesamtweltcupstand vor der PolSKI-Tour
| Rang | Name              | Punkte |
| ---- | ----------------- | ------ |
| 01.  | Stefan Kraft      | 909    |
| 02.  | Andreas Wellinger | 697    |
| 03.  | Ryōyū Kobayashi   | 591    |
| 04.  | Jan Hörl          | 537    |
| 05.  | Pius Paschke      | 525    |
| 06.  | Karl Geiger       | 486    |
| 07.  | Anže Lanišek      | 461    |
| 08.  | Michael Hayböck   | 328    |
| 09.  | Marius Lindvik    | 323    |
| 10.  | Manuel Fettner    | 290    |

### Teilnehmende Nationen und nominierte Athleten
Die Anzahl der Athleten, die die Nationen an den Start schicken dürfen, ist abhängig von den Weltcup-Ergebnissen innerhalb eines Jahres vor Tourneebeginn sowie von den Ergebnissen des Continental Cups.
| Land                | Plätze    | Eingesetzt | Athleten |
| ------------------- | --------- | ---------- | --- |
| Bulgarien           | 3         | 1          | Wladimir Sografski |
| Volksrepublik China | 2         | –          | |
| Deutschland         | 6         | 6          | Karl Geiger, Stephan Leyhe, Pius Paschke, Philipp Raimund, Constantin Schmid, Andreas Wellinger |
| Estland             | 3         | 1          | Artti Aigro |
| Finnland            | 4         | 4          | Antti Aalto, Eetu Nousiainen, Kasperi Valto, Niko Kytösaho (nur in Zakopane) |
| Frankreich          | 2         | –          | |
| Italien             | 4         | 4          | Giovanni Bresadola, Andrea Campregher, Francesco Cecon, Alex Insam |
| Japan               | 5         | 5          | Junshirō Kobayashi, Ryōyū Kobayashi, Naoki Nakamura, Ren Nikaidō, Taku Takeuchi |
| Kasachstan          | 3         | 4          | Nikita Dewjatkin (nicht in Szczyrk), Sabyrschan Muminow (nicht in Wisła), Swjatoslaw Nasarenko, Danil Wassiljew |
| Norwegen            | 6         | 7          | Johann André Forfang, Halvor Egner Granerud, Sindre Ulven Jørgensen, Marius Lindvik, Benjamin Østvold (nicht in Zakopane), Kristoffer Eriksen Sundal, Daniel-André Tande (nur in Zakopane)                           |
| Österreich          | 6         | 6          | Clemens Aigner, Stephan Embacher, Manuel Fettner, Michael Hayböck, Jan Hörl, Stefan Kraft |
| Polen               | 5 + 2 · 4 | 9          | Dawid Kubacki, Kamil Stoch, Paweł Wąsek, Aleksander Zniszczoł, Piotr Żyła, Nationale Gruppe: Maciej Kot (Wisła, Zakopane), Klemens Murańka (Wisła, Zakopane), Andrzej Stękała (Wisła, Zakopane), Jakub Wolny (Wisła) |
| Rumänien            | 2         | 2          | Daniel Cacina, Mihnea Spulber |
| Schweiz             | 4         | 5          | Gregor Deschwanden, Remo Imhof, Killian Peier, Yanick Wasser (nicht in Zakopane), Simon Ammann (nur in Zakopane) |
| Slowakei            | 2         | –          | |
| Slowenien           | 5         | 6          | Lovro Kos, Anže Lanišek, Žak Mogel (nicht in Zakopane), Peter Prevc, Timi Zajc, Domen Prevc (nur in Zakopane) |
| Tschechien          | 2         | 1          | Roman Koudelka |
| Türkei              | 3         | 1          | Fatih Arda İpcioğlu |
| Ukraine             | 3         | 2          | Witalij Kalinitschenko, Jewhen Marussjak |
| Vereinigte Staaten  | 3         | 3          | Erik Belshaw, Tate Frantz, Andrew Urlaub |

## Wertung
Die Wertung der PolSKI-Tour ist eine Teamwertung, das Preisgeld von 50.000 Euro geht an das Siegerteam als Ganzes. Mit in die Wertung fließen:
- Punktzahlen der zwei besten Springer einer Nation in den Qualifikationen
- Punktzahlen der zwei besten Springer einer Nation in den Einzelwettbewerben
- Punktzahl im Super-Team-Wettbewerb
- Punktzahl in Team-Wettbewerb

## Austragungsorte

### Wisła
Malinka (HS 134)
- Training: 12. Januar 2024, 15:45 Uhr
- Qualifikation: 12. Januar 2024, 18:00 Uhr
- Probedurchgang: 13. Januar 2024, 15:00 Uhr
- Super-Team-Wettkampf: 13. Januar 2024, 16:00 Uhr
- Probedurchgang: 14. Januar 2024, 15:00 Uhr
- Wettkampf: 14. Januar 2024, 16:00 Uhr

#### Qualifikation
Die Qualifikation begann pünktlich um 18:00 Uhr und endete um 18:54 Uhr.
| Rang | Name                      | Punkte | Weite   |
| ---- | ------------------------- | ------ | ------- |
| 01   | Anže Lanišek              | 148,4  | 134,5 m |
| 02   | Andreas Wellinger         | 140,1  | 130,5 m |
| 03   | Lovro Kos                 | 137,2  | 128,5 m |
| 04   | Manuel Fettner            | 137,1  | 130,5 m |
| 05   | Jan Hörl                  | 136,4  | 128,5 m |
| 06   | Stephan Leyhe             | 130,1  | 128,5 m |
| 07   | Stefan Kraft              | 129,8  | 125,0 m |
| 08   | Ryōyū Kobayashi           | 129,1  | 124,5 m |
| 09   | Halvor Egner Granerud     | 128,6  | 127,0 m |
| 10   | Ren Nikaidō               | 127,9  | 127,0 m |
| 11   | Johann André Forfang      | 126,9  | 125,5 m |
| 12   | Piotr Żyła                | 125,4  | 125,5 m |
| 13   | Dawid Kubacki             | 125,3  | 124,5 m |
| 14   | Clemens Aigner            | 125,0  | 126,5 m |
| 15   | Aleksander Zniszczoł      | 124,0  | 125,5 m |
| 16   | Sindre Ulven Jørgensen    | 123,9  | 127,5 m |
| 17   | Stephan Embacher          | 123,3  | 120,5 m |
| 18   | Kristoffer Eriksen Sundal | 122,9  | 125,0 m |
| 19   | Constantin Schmid         | 122,8  | 120,5 m |
| 20   | Artti Aigro               | 122,1  | 122,0 m |
| 21   | Marius Lindvik            | 121,8  | 120,5 m |

| Rang | Name                   | Punkte | Weite   |
| ---- | ---------------------- | ------ | ------- |
| 22   | Kamil Stoch            | 121,4  | 121,5 m |
| 23   | Timi Zajc              | 120,0  | 121,5 m |
| 24   | Antti Aalto            | 119,3  | 119,0 m |
| 25   | Alex Insam             | 119,2  | 121,0 m |
| 26   | Philipp Raimund        | 117,2  | 120,0 m |
| 27   | Michael Hayböck        | 117,1  | 119,5 m |
| 27   | Killian Peier          | 117,1  | 121,5 m |
| 29   | Tate Frantz            | 116,8  | 120,5 m |
| 30   | Remo Imhof             | 116,5  | 117,0 m |
| 31   | Peter Prevc            | 116,0  | 122,0 m |
| 32   | Erik Belshaw           | 115,9  | 116,5 m |
| 33   | Pius Paschke           | 115,6  | 117,5 m |
| 34   | Karl Geiger            | 115,4  | 118,5 m |
| 35   | Roman Koudelka         | 115,2  | 119,0 m |
| 36   | Gregor Deschwanden     | 115,1  | 122,0 m |
| 37   | Giovanni Bresadola     | 115,0  | 120,5 m |
| 38   | Klemens Murańka        | 114,8  | 121,5 m |
| 39   | Eetu Nousiainen        | 110,4  | 116,5 m |
| 40   | Andrew Urlaub          | 110,2  | 114,0 m |
| 41   | Witalij Kalinitschenko | 109,7  | 120,5 m |
| 42   | Danil Wassiljew        | 108,0  | 116,0 m |

| Rang               | Name                 | Punkte | Weite   |
| ------------------ | -------------------- | ------ | ------- |
| 43                 | Jewhen Marussjak     | 103,6  | 119,0 m |
| 44                 | Junshirō Kobayashi   | 103,3  | 114,5 m |
| 45                 | Kasperi Valto        | 101,9  | 111,0 m |
| 46                 | Wladimir Sografski   | 101,3  | 115,0 m |
| 47                 | Paweł Wąsek          | 100,2  | 110,0 m |
| 48                 | Francesco Cecon      | 099,9  | 110,0 m |
| 49                 | Yannick Wasser       | 099,8  | 110,0 m |
| 50                 | Jakub Wolny          | 099,1  | 114,5 m |
| nicht qualifiziert |                      |        |         |
| 51                 | Maciej Kot           | 097,9  | 115,0 m |
| 52                 | Andrzej Stękała      | 097,6  | 114,5 m |
| 53                 | Andrea Campregher    | 095,4  | 107,0 m |
| 54                 | Fatih Arda İpcioğlu  | 094,9  | 112,5 m |
| 55                 | Taku Takeuchi        | 093,4  | 110,5 m |
| 56                 | Naoki Nakamura       | 092,5  | 109,0 m |
| 57                 | Svyatoslaw Nazarenko | 088,6  | 109,5 m |
| 58                 | Nikita Dewjatkin     | 081,3  | 106,0 m |
| 59                 | Benjamin Østvold     | 081,0  | 103,0 m |
| 60                 | Mihnea Spulber       | 066,4  | 094,5 m |
| 61                 | Daniel Cacina        | 030,3  | 080,0 m |

#### Super-Team-Wettkampf
Der Wettkampf begann pünktlich um 16:00 Uhr und endete um 17:45 Uhr.
| Rang | Nation                                     | Punkte |
| ---- | ------------------------------------------ | ------ |
| 1    | SlowenienLovro Kos Anže Lanišek            | 753,5  |
| 2    | ÖsterreichManuel Fettner Jan Hörl          | 711,0  |
| 3    | DeutschlandStephan Leyhe Andreas Wellinger | 709,0  |
| 4    | Norwegen                                   | 682,8  |
| 5    | Japan                                      | 681,5  |
| 6    | Polen                                      | 630,8  |
| 7    | Vereinigte Staaten                         | 617,1  |
| 8    | Finnland                                   | 566,9  |
| 9    | Ukraine                                    | 379,6  |
| 10   | Schweiz                                    | 354,1  |
| 11   | Kasachstan                                 | 348,1  |
| 12   | Italien                                    | 297,5  |
| 13   | Rumänien                                   | 089,8  |

#### Einzel-Wettkampf
| Rang | Name                 | Punkte | Weite 1 | Weite 2 |
| ---- | -------------------- | ------ | ------- | ------- |
| 01   | Ryōyū Kobayashi      | 269,4  | 131,0 m | 139,5 m |
| 02   | Stefan Kraft         | 264,3  | 132,0 m | 129,5 m |
| 03   | Andreas Wellinger    | 262,4  | 131,0 m | 128,5 m |
| 04   | Lovro Kos            | 260,7  | 127,0 m | 129,5 m |
| 05   | Peter Prevc          | 258,6  | 125,5 m | 131,5 m |
| 06   | Jan Hörl             | 258,4  | 126,5 m | 137,0 m |
| 07   | Michael Hayböck      | 253,3  | 121,5 m | 134,0 m |
| 08   | Manuel Fettner       | 253,0  | 128,0 m | 128,0 m |
| 09   | Anže Lanišek         | 246,2  | 135,0 m | 121,0 m |
| 10   | Karl Geiger          | 242,4  | 125,5 m | 126,0 m |
| 11   | Johann André Forfang | 242,3  | 124,5 m | 124,0 m |
| 12   | Stephan Leyhe        | 237,7  | 124,5 m | 129,0 m |
| 12   | Ren Nikaidō          | 237,7  | 123,5 m | 122,5 m |
| 14   | Marius Lindvik       | 236,2  | 119,0 m | 132,5 m |
| 14   | Piotr Żyła           | 236,2  | 124,0 m | 127,0 m |

| Rang | Name                      | Punkte | Weite 1 | Weite 2 |
| ---- | ------------------------- | ------ | ------- | ------- |
| 16   | Clemens Aigner            | 234,1  | 121,0 m | 126,0 m |
| 17   | Pius Paschke              | 233,4  | 125,0 m | 127,5 m |
| 18   | Tate Frantz               | 230,8  | 126,0 m | 123,5 m |
| 19   | Giovanni Bresadola        | 230,0  | 119,0 m | 124,5 m |
| 20   | Aleksander Zniszczoł      | 227,9  | 115,0 m | 123,0 m |
| 21   | Paweł Wąsek               | 227,4  | 117,0 m | 126,5 m |
| 22   | Kristoffer Eriksen Sundal | 227,2  | 123,0 m | 121,5 m |
| 23   | Remo Imhof                | 225,9  | 118,0 m | 127,5 m |
| 24   | Eetu Nousiainen           | 225,8  | 125,0 m | 117,5 m |
| 25   | Dawid Kubacki             | 223,4  | 118,0 m | 116,0 m |
| 26   | Junshirō Kobayashi        | 220,3  | 117,5 m | 118,5 m |
| 27   | Artti Aigro               | 218,3  | 119,5 m | 125,5 m |
| 28   | Gregor Deschwanden        | 217,9  | 116,0 m | 116,5 m |
| 29   | Erik Belshaw              | 214,0  | 122,0 m | 114,0 m |
| 30   | Philipp Raimund           | 212,4  | 129,0 m | 112,5 m |

| Rang | Name                   | Punkte | Weite 1 |
| ---- | ---------------------- | ------ | ------- |
| 31   | Antti Aalto            | 105,6  | 117,0 m |
| 32   | Kamil Stoch            | 103,2  | 116,0 m |
| 32   | Constantin Schmid      | 103,2  | 112,0 m |
| 34   | Stephan Embacher       | 100,9  | 115,5 m |
| 35   | Sindre Ulven Jørgensen | 98,0   | 114,0 m |
| 36   | Killian Peier          | 96,0   | 112,5 m |
| 37   | Roman Koudelka         | 94,3   | 108,0 m |
| 38   | Witalij Kalinitschenko | 93,5   | 107,5 m |
| 39   | Kasperi Valto          | 91,2   | 108,0 m |
| 40   | Klemens Murańka        | 89,4   | 111,0 m |
| 41   | Yanick Wasser          | 87,8   | 104,0 m |
| 42   | Halvor Egner Granerud  | 86,2   | 105,5 m |
| 43   | Andrew Urlaub          | 85,1   | 109,5 m |
| 44   | Francesco Cecon        | 76,7   | 103,0 m |

### Szczyrk
Skalite-Schanzen (HS 104)
- Training: 16. Januar 2024, 15:45 Uhr
- Qualifikation: 16. Januar 2024, 18:00 Uhr
- Probedurchgang: 17. Januar, 16:30 Uhr
- Wettkampf: 17. Januar 2024, 17:30 Uhr; im ersten Durchgang abgebrochen

#### Qualifikation
Die Qualifikation begann pünktlich um 18:00 Uhr und endete um 18:56 Uhr.
| Rang | Name                      | Punkte | Weite   |
| ---- | ------------------------- | ------ | ------- |
| 01   | Ryōyū Kobayashi           | 132,4  | 100,5 m |
| 02   | Anže Lanišek              | 132,3  | 099,5 m |
| 03   | Andreas Wellinger         | 131,6  | 100,5 m |
| 04   | Anže Lanišek              | 130,9  | 099,5 m |
| 05   | Stephan Leyhe             | 126,8  | 099,5 m |
| 06   | Jan Hörl                  | 126,2  | 098,0 m |
| 07   | Stefan Kraft              | 125,9  | 097,0 m |
| 08   | Wladimir Sografski        | 125,4  | 100,0 m |
| 09   | Manuel Fettner            | 124,9  | 097,0 m |
| 10   | Ren Nikaidō               | 124,7  | 099,0 m |
| 11   | Johann André Forfang      | 124,4  | 098,0 m |
| 12   | Antti Aalto               | 124,0  | 099,0 m |
| 13   | Paweł Wąsek               | 123,8  | 099,5 m |
| 14   | Dawid Kubacki             | 123,6  | 098,0 m |
| 15   | Kristoffer Eriksen Sundal | 123,0  | 101,0 m |
| 16   | Pius Paschke              | 122,8  | 097,5 m |
| 17   | Kamil Stoch               | 121,9  | 099,5 m |

| Rang | Name                   | Punkte | Weite   |
| ---- | ---------------------- | ------ | ------- |
| 18   | Halvor Egner Granerud  | 120,8  | 096,0 m |
| 19   | Roman Koudelka         | 120,4  | 096,0 m |
| 20   | Peter Prevc            | 120,2  | 095,5 m |
| 21   | Michael Hayböck        | 119,4  | 095,5 m |
| 22   | Timi Zajc              | 119,3  | 096,5 m |
| 23   | Remo Imhof             | 118,7  | 099,0 m |
| 24   | Clemens Aigner         | 118,0  | 098,5 m |
| 25   | Junshirō Kobayashi     | 117,9  | 095,5 m |
| 26   | Karl Geiger            | 117,7  | 094,5 m |
| 27   | Benjamin Østvold       | 117,5  | 094,0 m |
| 28   | Giovanni Bresadola     | 117,0  | 096,0 m |
| 29   | Killian Peier          | 116,6  | 094,0 m |
| 30   | Sindre Ulven Jørgensen | 116,5  | 098,0 m |
| 31   | Piotr Żyła             | 115,8  | 095,5 m |
| 32   | Constantin Schmid      | 115,1  | 096,0 m |
| 33   | Gregor Deschwanden     | 114,8  | 094,5 m |
| 34   | Aleksander Zniszczoł   | 114,1  | 096,5 m |

| Rang | Name                   | Punkte | Weite   |
| ---- | ---------------------- | ------ | ------- |
| 35   | Francesco Cecon        | 113,2  | 096,5 m |
| 36   | Marius Lindvik         | 113,0  | 091,5 m |
| 37   | Philipp Raimund        | 111,0  | 093,0 m |
| 38   | Stephan Embacher       | 110,3  | 094,0 m |
| 39   | Eetu Nousiainen        | 109,9  | 095,0 m |
| 40   | Žak Mogel              | 109,5  | 095,0 m |
| 41   | Danil Wassiljew        | 109,1  | 094,0 m |
| 42   | Witalij Kalinitschenko | 108,9  | 092,5 m |
| 43   | Alex Insam             | 108,4  | 094,0 m |
| 44   | Andrew Urlaub          | 107,5  | 093,5 m |
| 45   | Tate Frantz            | 107,1  | 092,0 m |
| 46   | Kasperi Valto          | 105,4  | 092,0 m |
| 47   | Fatih Arda İpcioğlu    | 102,8  | 092,0 m |
| 48   | Taku Takeuchi          | 099,4  | 089,5 m |
| 49   | Andrea Campregher      | 098,5  | 087,5 m |
| 50   | Yannick Wasser         | 098,0  | 090,5 m |

### Zakopane
Wielka Krokiew (HS 140)
- Training: 19. Januar 2024, 15:30 Uhr
- Qualifikation: 19. Januar 2024, 18:00 Uhr
- Probedurchgang: 20. Januar 2024, 15:00 Uhr
- Team-Wettkampf: 20. Januar 2024, 16:00 Uhr
- Probedurchgang: 21. Januar 2024, 15:00 Uhr
- Wettkampf: 21. Januar 2024, 16:00 Uhr

#### Qualifikation
Die Qualifikation begann pünktlich um 18:00 Uhr und endete um 19:06 Uhr.
| Rang | Name                      | Punkte | Weite   |
| ---- | ------------------------- | ------ | ------- |
| 01   | Stefan Kraft              | 157,9  | 140,0 m |
| 02   | Andreas Wellinger         | 154,8  | 139,5 m |
| 03   | Manuel Fettner            | 151,2  | 134,5 m |
| 04   | Peter Prevc               | 151,1  | 135,0 m |
| 05   | Ren Nikaidō               | 149,7  | 137,0 m |
| 06   | Johann André Forfang      | 149,5  | 136,5 m |
| 07   | Lovro Kos                 | 149,2  | 135,0 m |
| 08   | Gregor Deschwanden        | 148,2  | 136,0 m |
| 09   | Stephan Embacher          | 147,6  | 134,0 m |
| 10   | Anže Lanišek              | 146,6  | 132,0 m |
| 11   | Kristoffer Eriksen Sundal | 145,7  | 135,5 m |
| 12   | Ryōyū Kobayashi           | 145,6  | 135,5 m |
| 13   | Jan Hörl                  | 144,8  | 132,0 m |
| 14   | Stephan Leyhe             | 143,7  | 131,5 m |
| 15   | Philipp Raimund           | 141,7  | 131,5 m |
| 16   | Junshirō Kobayashi        | 141,4  | 131,5 m |
| 17   | Domen Prevc               | 139,6  | 130,5 m |

| Rang | Name                   | Punkte | Weite   |
| ---- | ---------------------- | ------ | ------- |
| 18   | Dawid Kubacki          | 139,0  | 135,0 m |
| 19   | Pius Paschke           | 138,6  | 126,5 m |
| 20   | Michael Hayböck        | 136,4  | 126,5 m |
| 20   | Killian Peier          | 136,4  | 129,5 m |
| 20   | Paweł Wąsek            | 136,4  | 129,0 m |
| 23   | Timi Zajc              | 135,5  | 128,5 m |
| 24   | Clemens Aigner         | 135,4  | 131,5 m |
| 25   | Kamil Stoch            | 133,5  | 128,0 m |
| 25   | Wladimir Sografski     | 133,5  | 125,5 m |
| 27   | Constantin Schmid      | 133,3  | 127,0 m |
| 28   | Sindre Ulven Jørgensen | 133,2  | 125,0 m |
| 29   | Giovanni Bresadola     | 132,8  | 128,0 m |
| 30   | Halvor Egner Granerud  | 132,6  | 127,0 m |
| 31   | Piotr Żyła             | 132,2  | 129,0 m |
| 32   | Roman Koudelka         | 131,6  | 127,5 m |
| 33   | Marius Lindvik         | 131,5  | 124,5 m |
| 34   | Aleksander Zniszczoł   | 131,1  | 127,0 m |

| Rang | Name                | Punkte | Weite   |
| ---- | ------------------- | ------ | ------- |
| 35   | Artti Aigro         | 129,3  | 124,5 m |
| 36   | Simon Ammann        | 127,3  | 125,5 m |
| 36   | Maciej Kot          | 127,3  | 122,0 m |
| 38   | Alex Insam          | 127,2  | 124,0 m |
| 38   | Tate Frantz         | 127,2  | 120,5 m |
| 40   | Karl Geiger         | 127,1  | 121,5 m |
| 41   | Klemens Muranka     | 125,9  | 124,0 m |
| 42   | Andrzej Stękała     | 125,8  | 119,0 m |
| 43   | Eetu Nousiainen     | 125,3  | 121,0 m |
| 44   | Antti Aalto         | 125,1  | 125,0 m |
| 45   | Daniel-André Tande  | 124,6  | 137,0 m |
| 46   | Remo Imhof          | 124,2  | 118,0 m |
| 47   | Andrew Urlaub       | 123,9  | 120,0 m |
| 48   | Fatih Arda İpcioğlu | 122,3  | 125,0 m |
| 49   | Jewhen Marussjak    | 119,6  | 119,0 m |
| 50   | Kasperi Valto       | 119,5  | 117,5 m |

#### Team-Wettkampf
Der Wettkampf begann pünktlich um 16:00 Uhr und endete um 17:52 Uhr.
| Rang                                    | Nation                                                              | Punkte |
| --------------------------------------- | ------------------------------------------------------------------- | ------ |
| 01                                      | ÖsterreichMichael Hayböck Manuel Fettner Jan Hörl Stefan Kraft      | 1146,6 |
| 02                                      | SlowenienLovro Kos Domen Prevc Peter Prevc Anže Lanišek             | 1095,5 |
| 03                                      | DeutschlandPius Paschke Karl Geiger Stephan Leyhe Andreas Wellinger | 1062,8 |
| 04                                      | Japan                                                               | 1053,0 |
| 05                                      | Norwegen                                                            | 1051,6 |
| 06                                      | Polen                                                               | 1037,5 |
| 07                                      | Schweiz                                                             | 0987,5 |
| 08                                      | Italien                                                             | 0960,3 |
| nicht für den 2. Durchgang qualifiziert |                                                                     |        |
| 09                                      | Vereinigte Staaten                                                  | 0447,5 |
| 10                                      | Finnland                                                            | 0446,3 |
| 11                                      | Tschechien                                                          | 0351,5 |
| 12                                      | Rumänien                                                            | 0307,8 |
| 13                                      | Kasachstan                                                          | 0267,8 |

#### Einzel-Wettkampf
Der Wettkampf begann pünktlich um 16:00 Uhr und endete um 17:38 Uhr.
| Rang | Name                 | Punkte | Weite 1 | Weite 2 |
| ---- | -------------------- | ------ | ------- | ------- |
| 01   | Stefan Kraft         | 332,3  | 137,0 m | 134,0 m |
| 02   | Andreas Wellinger    | 327,8  | 135,5 m | 137,0 m |
| 03   | Anže Lanišek         | 327,3  | 133,5 m | 137,5 m |
| 04   | Michael Hayböck      | 325,6  | 136,0 m | 136,0 m |
| 05   | Ryōyū Kobayashi      | 324,7  | 136,5 m | 136,5 m |
| 06   | Jan Hörl             | 323,5  | 140,0 m | 133,0 m |
| 07   | Manuel Fettner       | 320,1  | 135,5 m | 137,5 m |
| 08   | Johann André Forfang | 318,5  | 137,5 m | 134,0 m |
| 09   | Lovro Kos            | 318,3  | 137,0 m | 134,0 m |
| 10   | Ren Nikaidō          | 315,8  | 135,5 m | 142,0 m |
| 11   | Aleksander Zniszczoł | 313,5  | 141,5 m | 128,5 m |
| 12   | Dawid Kubacki        | 312,9  | 135,0 m | 137,0 m |
| 13   | Stephan Embacher     | 312,8  | 142,5 m | 134,0 m |
| 14   | Marius Lindvik       | 312,3  | 133,0 m | 133,5 m |
| 15   | Pius Paschke         | 311,9  | 132,5 m | 138,5 m |

| Rang | Name                  | Punkte | Weite 1 | Weite 2 |
| ---- | --------------------- | ------ | ------- | ------- |
| 16   | Alex Insam            | 309,6  | 132,5 m | 138,5 m |
| 17   | Kamil Stoch           | 309,3  | 132,5 m | 137,5 m |
| 18   | Halvor Egner Granerud | 309,0  | 133,5 m | 140,0 m |
| 19   | Philipp Raimund       | 308,2  | 135,5 m | 139,0 m |
| 20   | Peter Prevc           | 306,1  | 131,5 m | 136,0 m |
| 21   | Roman Koudelka        | 304,6  | 136,0 m | 137,0 m |
| 22   | Paweł Wąsek           | 304,1  | 137,5 m | 130,0 m |
| 23   | Karl Geiger           | 299,8  | 129,5 m | 133,0 m |
| 24   | Junshirō Kobayashi    | 298,3  | 131,5 m | 130,0 m |
| 25   | Gregor Deschwanden    | 298,0  | 132,5 m | 134,0 m |
| 26   | Killian Peier         | 296,7  | 133,0 m | 133,0 m |
| 27   | Maciej Kot            | 291,2  | 133,5 m | 130,5 m |
| 28   | Giovanni Bresadola    | 290,7  | 132,0 m | 133,5 m |
| 29   | Piotr Żyła            | 286,8  | 128,5 m | 130,0 m |
| 30   | Daniel-André Tande    | 279,5  | 127,5 m | 126,0 m |

## Tour-Endstand

### Gesamtwertung der PolSKI-Tour
| Rang | Land               | Punkte |
| ---- | ------------------ | ------ |
| 01.  | Österreich         | 3872,9 |
| 02.  | Slowenien          | 3863,0 |
| 03.  | Deutschland        | 3743,4 |
| 04.  | Japan              | 3691,5 |
| 05.  | Norwegen           | 3641,8 |
| 06.  | Polen              | 3532,3 |
| 07.  | Schweiz            | 3133,6 |
| 08.  | Italien            | 2889,2 |
| 09.  | Vereinigte Staaten | 2466,2 |
| 10.  | Finnland           | 2332,8 |
| 11.  | Ukraine            | 1258,5 |
| 12.  | Kasachstan         | 1230,7 |
| 13.  | Tschechien         | 1218,5 |
| 14.  | Rumänien           | 0862,2 |
| 15.  | Estland            | 0613,7 |
| 16.  | Bulgarien          | 0504,5 |
| 17.  | Türkei             | 0435,9 |

### Gesamtweltcupstand nach der PolSKI-Tour
| Rang | Name              | Punkte |
| ---- | ----------------- | ------ |
| 01.  | Stefan Kraft      | 1089   |
| 02.  | Andreas Wellinger | 0837   |
| 03.  | Ryōyū Kobayashi   | 0736   |
| 04.  | Jan Hörl          | 0617   |
| 05.  | Pius Paschke      | 0555   |
| 06.  | Anže Lanišek      | 0550   |
| 07.  | Karl Geiger       | 0520   |
| 08.  | Michael Hayböck   | 0414   |
| 09.  | Marius Lindvik    | 0359   |
| 10.  | Manuel Fettner    | 0358   |